# 加藤文彦
加藤 文彦（かとう ふみひこ、1953年（昭和28年）2月14日 - ）は、日本の通産・経産官僚。元ウズベキスタン駐箚特命全権大使。

## 人物・経歴
東京都出身。1976年（昭和51年）、東京大学経済学部を卒業して、通商産業省（現在の経済産業省）に入省する（立地公害局総務課）。1991年（平成3年）5月に日本貿易振興機構パリセンター所長、1995年（平成7年）6月に資源エネルギー庁石油部流通課長、1997年（平成9年）7月に通商産業省貿易局貿易保険課長へ就任。2002年（平成14年）7月に経済産業省大臣官房付となった後、2004年（平成16年）7月に内閣府大臣官房審議官、2006年（平成18年）7月に日本貿易保険参事へ就任。同年10月3日から2007年（平成19年）7月9日まで中小企業庁次長を、同年7月24日から2011年（平成23年）まで日本貿易保険の理事を務める。同年8月、日本生命保険顧問に就任。2013年（平成25年）2月19日から2016年（平成28年）までウズベキスタン駐箚特命全権大使を務める。2016年5月全国石油商業組合連合会顧問。

## 同期
- 岡田克也（衆議院議員、民主党代表、幹事長、副総理、外務大臣）
- 高橋はるみ（参議院議員、北海道知事）
- 伊藤隆一（新エネルギー・産業技術総合開発機構理事、新エネルギー財団副会長）
- 岡田秀一（経済産業審議官）
- 伊沢正（駐ウクライナ大使）
- 細野哲弘（資源エネルギー庁長官）
- 寺坂信昭（原子力安全・保安院長）
- 長谷川榮一（内閣総理大臣補佐官、中小企業庁長官）